# Ojstrica
L'Ojstrica est un sommet des Alpes culminant à 2 350 mètres d'altitude dans la partie orientale des Alpes kamniques en Slovénie, et dont la forme pyramidale est reconnaissable de loin.
La face est, tombant à pic sur la vallée de Robanov kot, est définie par la crête nord-est qui rejoint le Krofička (2 083 m) à la brèche Škrbina, et par l'arête sud-est qui inclut le Mala Ojstrica (2 017 m).
Le versant sud, pierreux, est orné d'une arête et descend vers le bassin de Korošica et le refuge Kocbekov dom. L'arête ouest-sud-ouest rejoint la Lučka Baba à l'ouest, à la brèche Škarje (2 141 m).
La face nord verticale et d'un dénivelé de 500 m s'élève sur la rive droite de la vallée de Logarska dolina. Elle est accessible depuis le refuge à Klemenča jama.
C'est au géomètre Ernest Joanelli et à ses guides locaux que revient la première ascension homologuée en 1823, partant de la vallée de Logarska dolina au nord, et descendant au sud-est vers la petite ville de Luče.

## Face nord

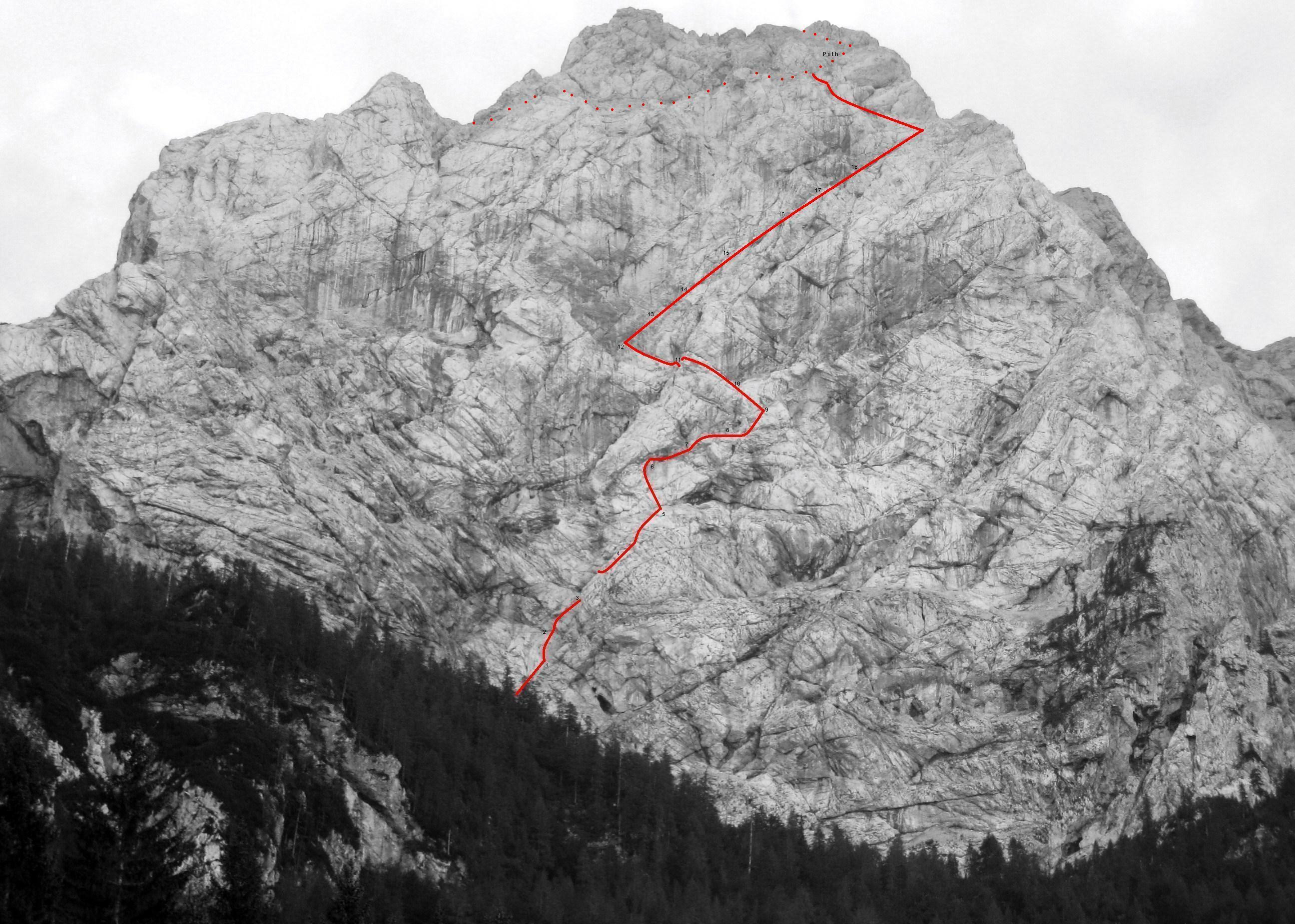
Vue de la face nord de l'Ojstrica depuis le refuge à Klemenča jama. Le trait est la voie Ogrin-Omersa. Cette voie fut ouverte par France Ogrin et Igor Omersa en 1931. D'après les cotations UIAA, la difficulté est V-. La hauteur de la voie est de 450 m et elle comporte une vingtaine de longueurs de corde. La voie suit un parcours naturel, se conformant à la configuration de la paroi. Note : le trait sur la photo est une approximation.

L'Ojstrica n'est pas une exception à la règle et comme c'est si souvent le cas dans tout l'arc alpin, malgré son austérité, c'est la face nord qui attire le regard des alpinistes. Un dénivelé de presque 500 mètres, la verticalité, la symétrie de structure, l'excellente qualité du rocher et aussi la proximité du refuge à Klemenča jama ont fait et font encore l'attrait de cette paroi. Datant de 1929, la première voie fut la Modec-Režek. Depuis, une trentaine de voies furent créées et maintes d'entre elles virent des ascensions hivernales.
La face nord de l'Ojstrica est une des « trois faces nord classiques » du massif, les deux autres étant celles du Štajerska Rinka et du Dolgi Hrbet.

## Sources
- (sl) Silvo Babič, Tone Golnar, et al., Plezalni vodnik Logarska dolina - vzhodni del, Ljubljana, Planinska zveza Slovenije, 1998 (ISBN 961-6156-07-1). -guide d'alpinisme pour Logarska dolina, partie orientale (Club alpin slovène).
- (sl) Tine Mihelič, Rudi Zaman, Slovenske stene, Radovljica, Didakta, 2003 (ISBN 961-6463-47-0). -guide d'alpinisme et livre reconnu, couvrant les parois slovènes.